# Argenna
Argenna là một chi nhện trong họ Dictynidae.